# O Preço da Desigualdade
O Preço da Desigualdade: Como a Sociedade Dividida de Hoje Põe em Perigo o Nosso Futuro (The Price of Inequality: How Today's Divided Society Endangers Our Future) é um livro de 2012 de Joseph Stiglitz que lida com a desigualdade de rendimento nos EUA. Ele ataca a crescente disparidade de riqueza e os seus efeitos sobre a economia em geral.

## Enquadramento
Stiglitz é um economista que recebeu o Prémio Nobel e que ensina na Universidade Columbia. Escreveu O Preço da Desigualdade durante os levantamentos populares na Tunísia, na Líbia, e no Egipto e no pico do movimento Occupy Wall Street nos EUA.

Gráfico que mostra a parcela do rendimento detida pelo grupo dos 1% mais ricos nos EUA.

## Resumo
Stiglitz argumenta que a desigualdade se auto-perpetua e que é gerada pela grande dimensão de poder político de que a riqueza dispõe para controlar a atividade legislativa e regulatória. Ele não acredita que a globalização e as mudanças tecnológicas estejam no cerne das diferenças de riqueza nos EUA. "Ainda que possa haver forças econômicas subjacentes em ação," escreve ele, "a política moldou o mercado e fê-lo de tal forma que deu vantagem ao topo à custa de todos os outros." Stiglitz culpa os que apenas procuram capturar o excedente económico (Rent-seekings) de causar a desigualdade, usando os ricos o seu poder para gerar monopólios, receber tratamento favorável por parte do estado e pagar impostos reduzidos. O resultado final não só é moralmente errado, como também prejudica a produtividade da economia.
Stiglitz critica muitos comentadores conservadores que pensam que a solução está na liberdade dos mercados ao salientar que reduzir os impostos sobre o património e desregular as contribuições para campanhas eleitorais é agir no sentido de restringir a concorrência e dar aos grupos empresariais um poder indevido na política. Ainda que defenda a ideia que um mercado livre é bom para a sociedade se for concorrencial, ele afirma que é preciso que o governo o regule para ser benéfico. Se isso não acontecer, os poderosos grupos empresariais irão influir para lucrar à custa da maioria. De acordo com Stiglitz, concentrar o poder de mercado em poucas mãos é tão mau como o excesso de regulação.

## Recepção
No New York Times, o professor de jornalismo Thomas B. Edsall classificou o livro como "o mais abrangente rebate tanto do neoliberalismo dos Democratas como das teorias de laissez-faire dos Republicanos". Edsall acrescentou que "pode vir a provar-se que Stiglitz estava certo quando avisou sobre uma sociedade regida por 'regras de jogo que enfraquecem a força negocial do trabalhadores face ao capital'."
Uma resenha no Economist foi geralmente positiva, salientando que "Stiglitz é (principalmente) hábil a elaborar o seu argumento." No entanto, escreveu o crítico, "a argumentação do senhor Stiglitz beneficiaria com um melhor sentido de história e geografia," e criticou a sua referência para a baixa da desigualdade nas décadas de 1950 a 1980 como uma protuberância na ampla planície da história americana. "Tenha ou não as respostas certas, o senhor Stiglitz tem toda a razão em focar a questão", concluiu o comentador.
Yvonne Roberts, no The Guardian, classificou o livro como "um argumento poderoso para a implementação do que Alexis de Tocqueville denominou de "interesse pessoal devidamente compreendido"."
A obra recebeu o Prémio de Livros de 2013 do Centro Robert F. Kennedy para a Justiça e Direitos Humanos.

## Edição em português
Joseph E. Stiglitz, O Preço da Desigualdade, 2013, Bertrand Editora, Páginas: 496, ISBN:  9789722525589

## Nota
- Este artigo foi inicialmente traduzido, total ou parcialmente, do artigo da Wikipédia em inglês cujo título é «The Price of Inequality».